# 一條教房
一條教房（1423年（應永30年）—1480年11月6日（文明十二年十月初五）），日本室町時代後期公卿，一條兼良之子，官至從一位、關白。土佐一條氏的初代當主。
應仁之亂爆發後，一條家遷往土佐國避難。1480年卒，由弟弟一條冬良繼承家督，兒子一條房家與後代即為土佐一條氏。